# Kythros
Kythros (griechisch Κύθρος) ist eine unbewohnte Insel im Gebiet der Ionischen Inseln. Sie gehört zum Regionalbezirk Lefkada und zum Archipel der Taphischen Inseln. Kythros ist gekennzeichnet durch eine felsige Küste fast ohne Strände und eine äußerst karge Vegetation. Sie befindet sich in Privatbesitz.

## Geographie
Kythros liegt südlich von Meganisi und ist nur durch einen schmalen Kanal von deren südlicher Landzunge getrennt. Ca. 1,3 km weiter westlich liegt die unbewohnte Insel Petalou, östlich, etwa auf gleicher Länge wie die Insel Kalamos, liegt das unbewohnte Inselchen Kefali (Tilevoides). 
Die nächste südlichere Insel ist Atokos und im Südosten Arkoudi.

## Geschichte
2015 wurden erstmals Ausgrabung des Forschungsteams der Universität Kreta unter der Leitung der Archäologieprofessorin Nena Galanidou auf Kythros durchgeführt. Die zahlreichen Funde, versteinerte Tierknochen und Steinwerkzeuge, bestätigen, dass Kythros vor Zehntausenden von Jahren von Jägern und Sammlern bewohnt wurde. In Zeiten eines sinkenden Meeresspiegels war die heutige Insel mit dem griechischen Festland und Meganisi verbunden. Die archäologischen Forschungen geben Aufschluss über den Beginn der Anwesenheit des prähistorischen Menschen in diesem Gebiet.